# Kim Yoon-hwan
Kim Yoon-hwan (* 24. August 1985 in Seoul) ist ein ehemaliger südkoreanischer Eishockeyspieler, der den Großteil seiner Karriere bei Anyang Halla in der Asia League Ice Hockey unter Vertrag stand und die Liga mit dem Klub viermal gewinnen konnte.

## Karriere
Kim Yoon-hwang begann seine Karriere als Eishockeyspieler in der Mannschaft der Gyeong-seong Highschool. Anschließend spielte er vier Jahre für die Yonsei University. Dort wurde High1 auf ihn aufmerksam und er wechselte 2008 zu dem Team aus der Asia League Ice Hockey. 2010 zog es ihn zu Anyang Halla. Mit dieser stärksten südkoreanischen Mannschaft gewann er 2011 die Asia League. Nach drei Jahren in Anyang ging er 2013 zu Daemyung Sangmu, der neugebildeten dritten südkoreanischen Asia-League-Mannschaft. Bereits nach einem Jahr kehrte er jedoch zu Anyang Halla zurück und konnte mit dem Klub 2016, 2017 und 2018 erneut die Asia League gewinnen.

### International
Für Südkorea nahm Kim Yoon-hwang bereits an der U-18-Weltmeisterschaft 2003 und der U-20-Weltmeisterschaft 2005 jeweils in der Division II teil.
Für die Herren-Nationalmannschaft wurde er erstmals bei der Division II der Weltmeisterschaft 2006 nominiert. Auch 2007 und 2009 spielte er in der Division II. 2008, 2010, 2011, 2012, 2013, 2014 und 2015 stand er mit den Ostasiaten in der Division I auf dem Eis. Bei den Winter-Asienspielen 2007 und 2011 gewann er mit Südkorea jeweils hinter Japan und Kasachstan die Bronzemedaille. Bei den Winter-Asienspielen 2017 belegte er mit den Südkoreanern Platz zwei hinter Kasachstan. Zudem nahm er mit der südkoreanischen Mannschaft im November 2012 am Qualifikationsturnier für die Olympischen Winterspiele 2014 in Sotschi teil.

## Erfolge und Auszeichnungen
- 2011 Gewinn der Asia League Ice Hockey mit Anyang Halla
- 2016 Gewinn der Asia League Ice Hockey mit Anyang Halla
- 2017 Gewinn der Asia League Ice Hockey mit Anyang Halla
- 2018 Gewinn der Asia League Ice Hockey mit Anyang Halla

### International
- 2003 Aufstieg in die Division I bei der U18-Weltmeisterschaft der Division II, Gruppe A
- 2007 Aufstieg in die Division I bei der Weltmeisterschaft der Division II, Gruppe B
- 2009 Aufstieg in die Division I bei der Weltmeisterschaft der Division II, Gruppe B
- 2012 Aufstieg in die Division I, Gruppe A, bei der Weltmeisterschaft der Division I, Gruppe B
- 2015 Aufstieg in die Division I, Gruppe A, bei der Weltmeisterschaft der Division I, Gruppe B
- 2017 Silbermedaille bei den Winter-Asienspielen

## Asia-League-Statistik
(Stand: Ende der Saison 2018/19)